# Chotyneckij rajon
Il Chotyneckij rajon (in russo Хотынецкий район?) è un rajon dell'Oblast' di Orël, nella Russia europea; il capoluogo è Chotynec.